# Cohendet
André Cohendet et Compagnie war ein französischer Kraftfahrzeughersteller und Automobilzulieferer.

## Unternehmensgeschichte
Das Unternehmen aus Paris begann 1898 mit der Produktion von Automobilen und Komponenten, 1905 wurde auch die Herstellung von Nutzfahrzeugen aufgenommen. Der Markenname lautete Cohendet. 1914 endete die Produktion. Außerdem wurden Teile für andere Automobilhersteller produziert.
Das Unternehmen bot ab 1898 seine Komponenten in Anzeigen an. Ein früher Abnehmer war der Kraftfahrzeughersteller Decauville.

## Fahrzeuge

### Automobile
1898 gab es ein vierrädriges Fahrzeug mit 3 PS sowie eine Voiturette mit luftgekühltem Zweizylindermotor. 1900 erschienen Fahrzeuge mit Dampfmotor und Elektromotor. 1901 folgten ein Einzylindermodell mit 700 cm³ Hubraum, ein Zweizylindermodell und ein Vierzylindermodell. 1904 erschien ein Vierzylindermodell mit 2500 cm³ Hubraum und 1905 das Modell 12 CV. In Zusammenarbeit mit dem Amerikaner C. R. Goodwin wurden ab 1910 das Einzylindermodell L’Américaine mit 703 cm³ Hubraum und ein Vierzylindermodell mit 1500 cm³ Hubraum hergestellt, beide mit Friktionsgetriebe.

### Nutzfahrzeuge
Hauptgeschäft war ab 1905 die Produktion von Nutzfahrzeugen in den damals mittleren und schweren Klassen von 2,5 bis 5,5 Tonnen Nutzlast. Mit solchen nahm Cohendet regelmäßig an Zuverlässigkeitsprüfungen für Nutzfahrzeugen teil. Alle Lkw des Herstellers hatten den Motor weit vorn, eine Konuskupplung, Vierganggetriebe und Antriebsketten. Der Fahrerplatz war über dem Motor angebracht. Zunächst wurden wassergekühlte T-Kopf-Zweizylindermotoren eigener Fertigung verwendet. 1907 folgte eine Dreizylinderversion. Der Zweizylindermotor war ab 1909 quadratisch ausgelegt mit einer Zylinderbohrung und einem Kolbenhub von je 145 mm und somit einem Hubraum von 4789 cm³. Die Ausführungen mit Zwei- und Dreizylindermotoren blieben bis zur Produktionseinstellung im Programm, auch wenn sie ab 1912 mit einem Vierzylinder ergänzt wurden. Dieser hatte einen Hubraum von 5341 cm³, der sich aus einem Hub von 100 mm und einer Bohrung von 170 mm errechnet.